# Cernon (rivière)
Pour les articles homonymes, voir Cernon.
Le Cernon est une  rivière du sud de la France qui coule dans le département de l'Aveyron. C'est un affluent du Tarn en rive gauche, donc un sous-affluent de la Garonne.

## Géographie
De 30,4 km de longueur, il prend sa source dans le Massif central au pied et au cœur du haut plateau karstique du Larzac (département de l'Aveyron). Il entaille largement celui-ci puis en marque la frontière nord-ouest avant de se jeter dans le Tarn en rive gauche, entre Millau et Saint-Rome-de-Tarn à l'aval de Saint-Georges-de-Luzençon.
Il est inclus dans le parc naturel régional des Grands Causses.

## Département et communes traversées
- Aveyron : Sainte-Eulalie-de-Cernon, Saint-Rome-de-Cernon, Saint-Georges-de-Luzençon, Lapanouse-de-Cernon, La Bastide-Pradines.

## Principaux affluents
- le Soulzon : 10,3 km
- Ruisseau de Fourniou : 3,5 km
- Ruisseau de Lessude : 5 km
- Ruisseau de Lavencou : 8 km

## Hydrologie
- Débit minimum : 0,6 m3/s
- Débit maximum : 162 m3/s (crue de 1982)

Le débit du Cernon a été observé durant une période de 36 ans (1967-2002), à Saint-Georges-de-Luzençon, localité du département de l'Aveyron située au niveau de son confluent avec le Tarn. La surface observée est de 220 km2, soit la totalité du bassin versant de la rivière.
Le module de la rivière à Saint-Georges-de-Luzençon est de 2,67 m3/s.
Le Cernon présente des fluctuations saisonnières de débit fort modérées, étant donné l'importance de son alimentation par des sources et résurgences d'eau souterraine. Les hautes eaux se déroulent en hiver et au printemps, et se caractérisent par des débits mensuels moyens allant de 3,03  à   4,66 m3/s, de décembre à mai inclus (avec un maximum en février). À partir du mois de mars cependant, le débit baisse fort progressivement, et en juin cette baisse s'accélère fortement, ce qui mène aux basses eaux d'été. Celles-ci ont lieu de juillet à septembre inclus, entraînant une  baisse du débit mensuel moyen jusqu'au plancher de 0,991 m3/s au mois d'août, ce qui reste fort consistant. Mais ces moyennes mensuelles cachent des fluctuations bien plus prononcées sur de plus courtes périodes ou selon les années.
Aux étiages, le VCN3 peut chuter jusque 0,550 m3/s (550 litres), en cas de période quinquennale sèche, ce qui est loin d'être sévère, le cours d'eau étant largement soutenu par l'importante nappe souterraine du Larzac.
Les crues peuvent être importantes, compte tenu de la petitesse du bassin versant. Les QIX 2 et QIX 5 valent respectivement 39 et 56 m3/s. Le QIX 10 est de 68 m3/s, le QIX 20 de 78 m3/s, tandis que le QIX 50 se monte à 92 m3/s.
Le débit instantané maximal enregistré à Saint-Georges-de-Luzençon a été de 162 m3/s le 8 novembre 1982, tandis que la valeur journalière maximale était de 110 m3/s le même jour. En comparant la première de ces valeurs à l'échelle des QIX de la rivière, il apparaît que cette crue était largement plus élevée que la crue cinquantennale définie par le QIX 50, et donc tout à fait exceptionnelle.
Le Cernon est une rivière abondante. La lame d'eau écoulée dans son bassin versant est de 384 millimètres annuellement, ce qui est supérieur à la moyenne d'ensemble de la France (320 millimètres), et aussi à la moyenne du bassin de la Garonne (384 millimètres). C'est cependant inférieur à l'ensemble du bassin du Tarn (478 mm). Le débit spécifique (ou Qsp) atteint 12,1 litres par seconde et par kilomètre carré de bassin.